# Christine la Cour
Christine la Cour (født 1. september 1963) er en dansk skuespiller.
la Cour blev uddannet fra Skuespillerskolen ved Aarhus Teater i 1992. Siden har hun haft roller ved mange teatre, bl.a. Odense Teater, Det Danske Teater og Aarhus Teater.

## Filmografi
- TAXA (1998)
- Tusindfryd (1998)
- Rejseholdet (2000-2003)
- De udvalgte (2001)
- Sommer (2008)
- Stefan (2010)